# Brühl (Bade-Wurtemberg)
Pour les articles homonymes, voir Brühl.
Brühl est une commune du land de Bade-Wurtemberg, dans le Sud-Ouest de l'Allemagne. Elle est située sur la rivière Rhin juste au Sud de Mannheim et 9 km à l'ouest de Heidelberg.

## Vie administrative
| Évolution démographique | 1777 | 1834 | 1875  | 1925  | 1939  | 1961  | 1976   | 1993   | 2005   |
| ----------------------- | ---- | ---- | ----- | ----- | ----- | ----- | ------ | ------ | ------ |
| Brühl                   | 287  | 528  | 1 176 | 3 459 | 5 448 | 7 807 | 11 967 | 14 000 | 14 399 |

### Les maires
- 1820–1836 : Jacob Eder
- –1848 : Andreas Merkel
- 1849–1870 : Michael Lindner
- 1870–1897 : Wilhelm Eder
- 1898–1906 : Albert Eder
- 1906–1916 : Michael Schäfer
- 1919–1928 : Karl Pister (SPD)
- 1928–1934 : Valentin Eder (Vereinigte Bürgerpartei)
- 1934–1945 : Karl Kammerer (NSDAP)
- 1945–1948 : Wilhelm Keßler (CDU)
- 1948–1973 : Alfred Körber (FDP)
- 1973–1982 : Gerhard Stratthaus (CDU)
- 1982–1998 : Günther Reffert (CDU)
- depuis 1998 : Ralf Göck (SPD)

## Personnalités liées à Brühl
- Steffi Graf : ancienne joueuse de tennis

## Jumelages
Brühl est jumelée avec les villes suivantes :
- Ormesson-sur-Marne (France) depuis 1977
- Weixdorf (Allemagne) depuis 1993
- Dourtenga (Burkina Faso) depuis 1997